# Eilema peyrierasi
Eilema peyrierasi är en fjärilsart som beskrevs av De Toulgoët 1976. Eilema peyrierasi ingår i släktet Eilema och familjen björnspinnare. Inga underarter finns listade i Catalogue of Life.